# آهنگران (شهر)
آهنگران (به ازبکی: Ohangaron، آهنگران) شهری در ولایت تاشکند کشور ازبکستان است که در سرشماری سال ۲۰۲۴ میلادی، ۴۱٬۴۰۰ نفر جمعیت داشته‌است.